# Museu Romàntic Can Papiol
El Museu Romàntic Can Papiol es troba en una casa senyorial de finals del segle xviii al centre històric de Vilanova i la Geltrú (Garraf), catalogada com a bé cultural d'interès local. Té com a missió oferir una evocació de la societat del segle xix, mitjançant l'anàlisi de la vida quotidiana d'una família benestant, amb el mobiliari i els elements decoratius de l'època.

## Història

### Família Papiol
La família Papiol era originària de la vila de l'Arboç (Baix Penedès). Es van instal·lar a Vilanova a mitjans del segle xvii i van esdevenir una família molt influent. Posseïen un patrimoni important adquirit per compres i enllaços matrimonials, i la seva riquesa estava basada en l'explotació de la terra, ja que tenien diversos masos al voltant de Vilanova.
El 1774, Lluís de Papiol i Martí-Catà va ser nomenat cavaller pel rei Carles III. Entre 1790 i 1801, Maria Càndida Padró i el seu fill i hereu Francesc de Papiol i Padró van encarregar la construcció de la nova residència familiar, aleshores situada a l'extrem nord de la vila. Francesc de Papiol va ser un personatge destacat del seu temps. Va estudiar dret a la Universitat de Cervera i va assistir com a diputat a les Corts de Cadis del 1812. Formava part de la junta local del sometent i havia fet donacions econòmiques per finançar aquest exèrcit popular durant la guerra del Francès. Va ser segrestat i un cop alliberat va haver d'exiliar-se a Mallorca.
Morí solter i sense descendència el 1817, i el seu patrimoni el van heretar successivament els tres fills de la seva germana Josepa, casada amb Joan Rubinat. Cap dels tres germans Rubinat i de Papiol va tenir descendència i en morir l'últim d'ells el 1847, l'herència passà a mans de Joan Torrents i de Papiol (†1851), fill de Lluïsa de Papiol, germana petita de Francesc, i de Manuel Torrents i Falç, membre d'una antiga família vilanovina. Tenia terres a Vilanova, Calafell, Cubelles, Sant Pere de Ribes, Jafre, Sitges, Sant Boi de Llobregat, el Prat de Llobregat i dues cases de pisos a la ciutat de Barcelona, una al carrer del Carme, 31 i l'altra al carrer de les Egipcíaques, 14.

### Creació del museu
El 1949, la Diputació de Barcelona va inaugurar el Museu Romàntic Can Llopis a Sitges, de característiques similars. El 1959, un descendent seu, Ignasi de Torrents, va vendre la casa amb tot el seu mobiliari a la Diputació de Barcelona per a destinar-la com a museu. El doctor Alberto del Castillo hi va realitzar els corresponents treballs de restauració, i el museu es va inaugurar el 1961. El Museu Romàntic va esdevenir un museu amb dues seus, la de Vilanova i la de Sitges, fins al 1995, quan la seva gestió es va separar.
El 2002, la Diputació de Barcelona, propietària de l'edifici i les col·leccions, va cedir-ne la gestió a l'Ajuntament, que el 2006 la va traspassar a l'Organisme Autònom del Patrimoni Víctor Balaguer. El 2006, l'edifici es va tancar al públic per a sotmetre'l a un procés de restauració. Durant aquest temps s'ha realitzat la substitució de la coberta i la substitució de bigues de fusta, afectades per tèrmits. El projecte es va aprovar el 2007 i dur a terme entre 2008 i 2010. El procés de restauració es va realitzar respectant al màxim l'estètica original i fent servir materials d'acabats fidels a la construcció original, amb un cost de 2.100.000 €, sufragats per la Diputació de Barcelona.
A principis del 2010, els fons del museu es van fer disponibles en línia, des d'on es poden consultar 4.565 referències de Can Papiol.

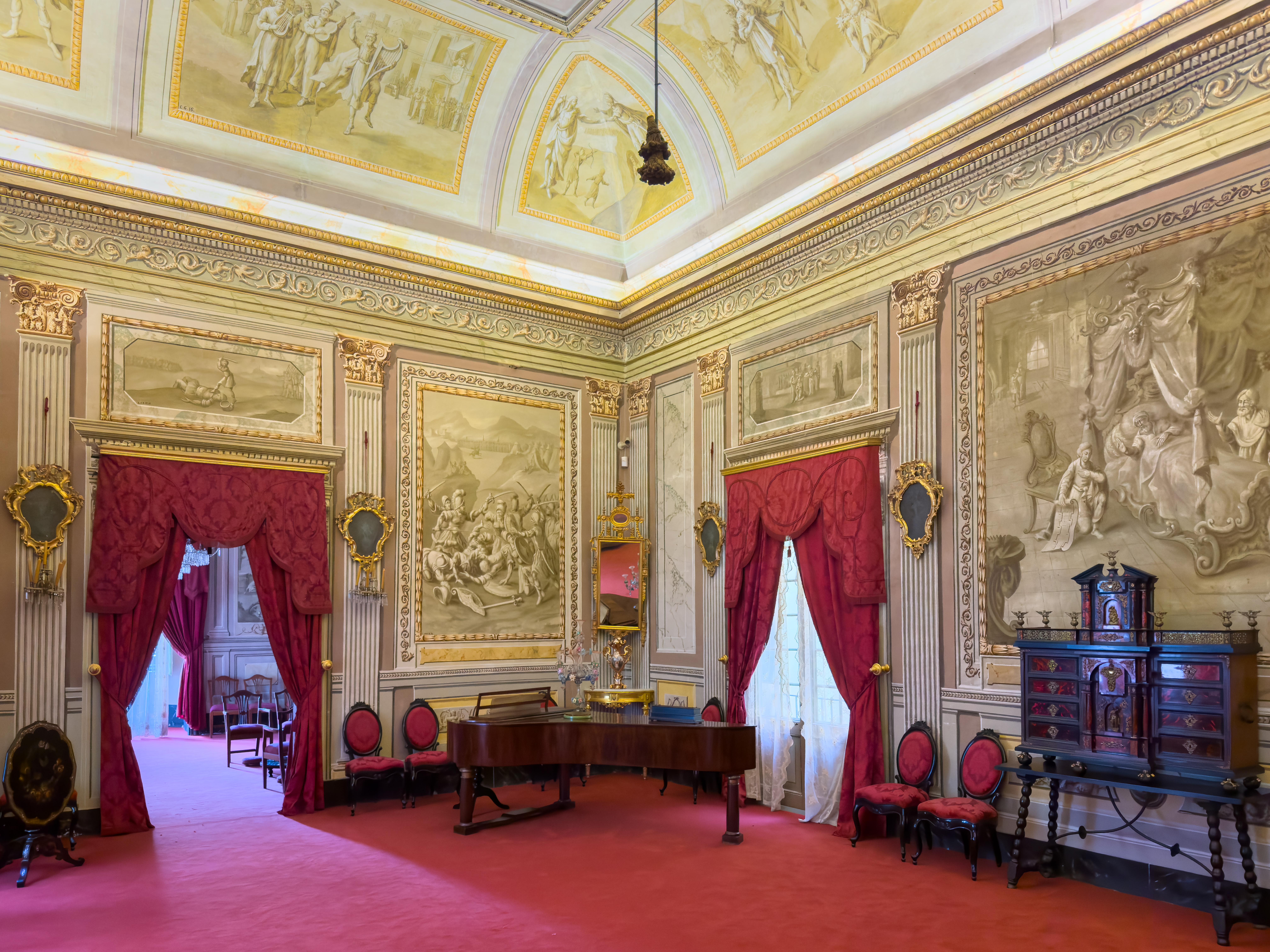
Saló de ball

## Edifici
Compost de planta baixa, entresòl, dos pisos i golfes, és d'estil neoclàssic amb els elements decoratius (carreus, columnes, timpans) pintats sobre els murs. Damunt del portal principal hi ha esculpit l'escut familiar, quarterat amb les armes de Padró, Catà, Martí, Argullol i l'escudet de Papiol. A l'interior, les parets de les sales principals estan decorades amb grisalles de temàtica bíblica. També disposa d'un jardí de l'època del romanticisme. La zona habilitada com a museu només inclou la planta baixa, l'entresòl i la primera planta. Està dividit en tres parts, cadascuna amb una utilitat i accés diferent:

### Planta noble

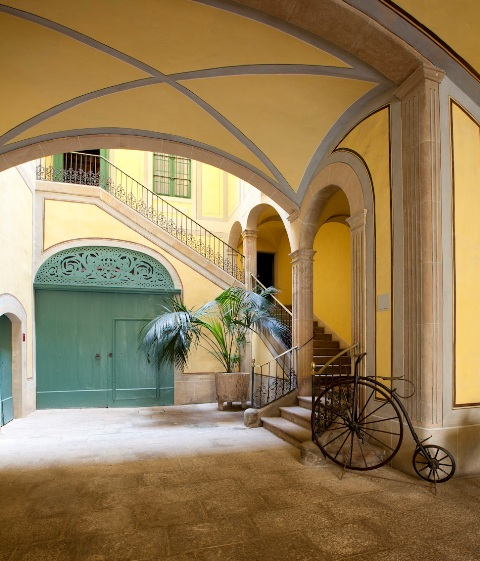
Entrada al museu

- L'entrada és un espai ample on s'aparcaven els carruatges, com el cupè francès de 1880 exhibit. També es mostra un velocípede de la segona meitat del segle xix i un cotxet d'infant fet amb vímet. Al fons de l'entrada hi ha un accés al pati, des d'on es pot pujar a la planta noble per l'escala principal, construïda en tres trams i decorada amb una barana de ferro forjat.

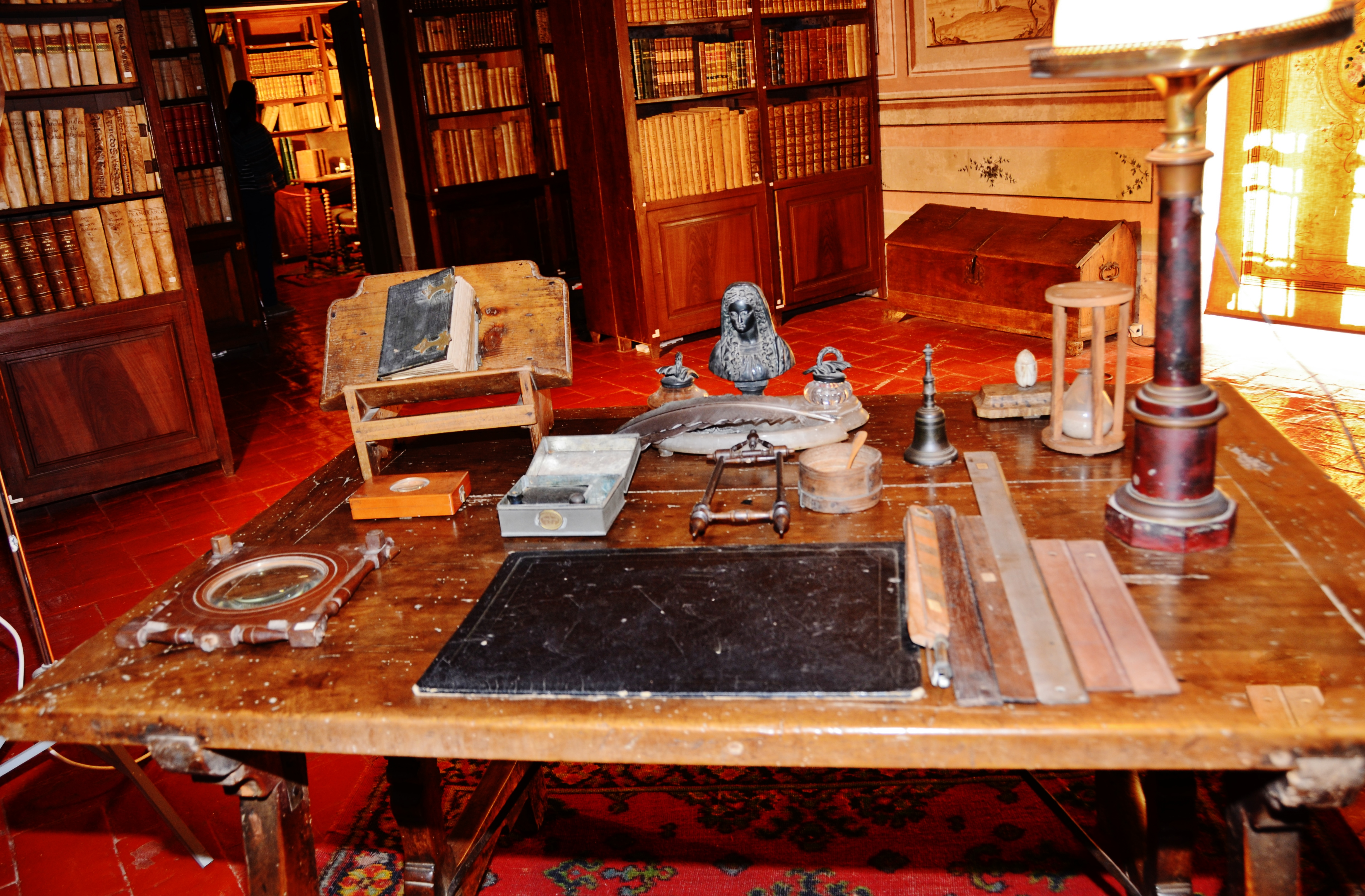
Biblioteca personal de Francesc de Papiol i Padró

- La biblioteca de Francesc de Papiol, situada l'entresol, consta aproximadament d'uns 5.000 volums entre finals del segle xvi i finals del segle xix. La majoria de les obres són de temàtica històrica, filosòfica, jurídica i religiosa, però també n'hi ha sobre gramàtica, literatura o geografia, així com algunes enciclopèdies, diccionaris o revistes. Està dividida en cinc departaments i tota la decoració i el mobiliari són els originals, perfectament conservats. Els vidres de les finestres es van pintar per atenuar la llum de les sales. A nivell decoratiu, destaquen quatre medallons al·legòrics de les virtuts: quatre cardinals (prudència, justícia, fortalesa i temprança) i tres teologals (fe, esperança i caritat).[5]

- El rebedor és el punt d'accés a la planta noble, que fa també funcions de distribuïdor. Decorat de manera sumptuosa, destaquen un fris de tipus Imperi amb cignes afrontats. A nivell de mobiliari cal destacar l'arquimesa o bargueño castellà, fet amb fusta tallada, daurada i decorat amb una policromia de motius florals i plaquetes d'os, i dues cadires isabelines, amb entapissat posterior. A sobre del bargueño es conserven una guarnició, un rellotge i dos canelobres de bronze. A les parets de la sala es pot observar una col·lecció de 12 quadres petits del segle XVIII, fets amb fusta tallada d'una sola peça -incloent-hi el marc- i que contenen els capets de les sibil·les, fets amb pintura a l'oli. També hi han dos altres quadres de mida reduïda fets amb punt de creu o petit point i un retrat d'Isabel II d'Espanya fet pel pintor barceloní Josep Arrau, qui també va fer les altres dos teles penjades al rebedor, on es poden veure un cavaller romàntic i un autorretrat.[11] Hi destaquen també les candeles de cera o seu i l'oli.

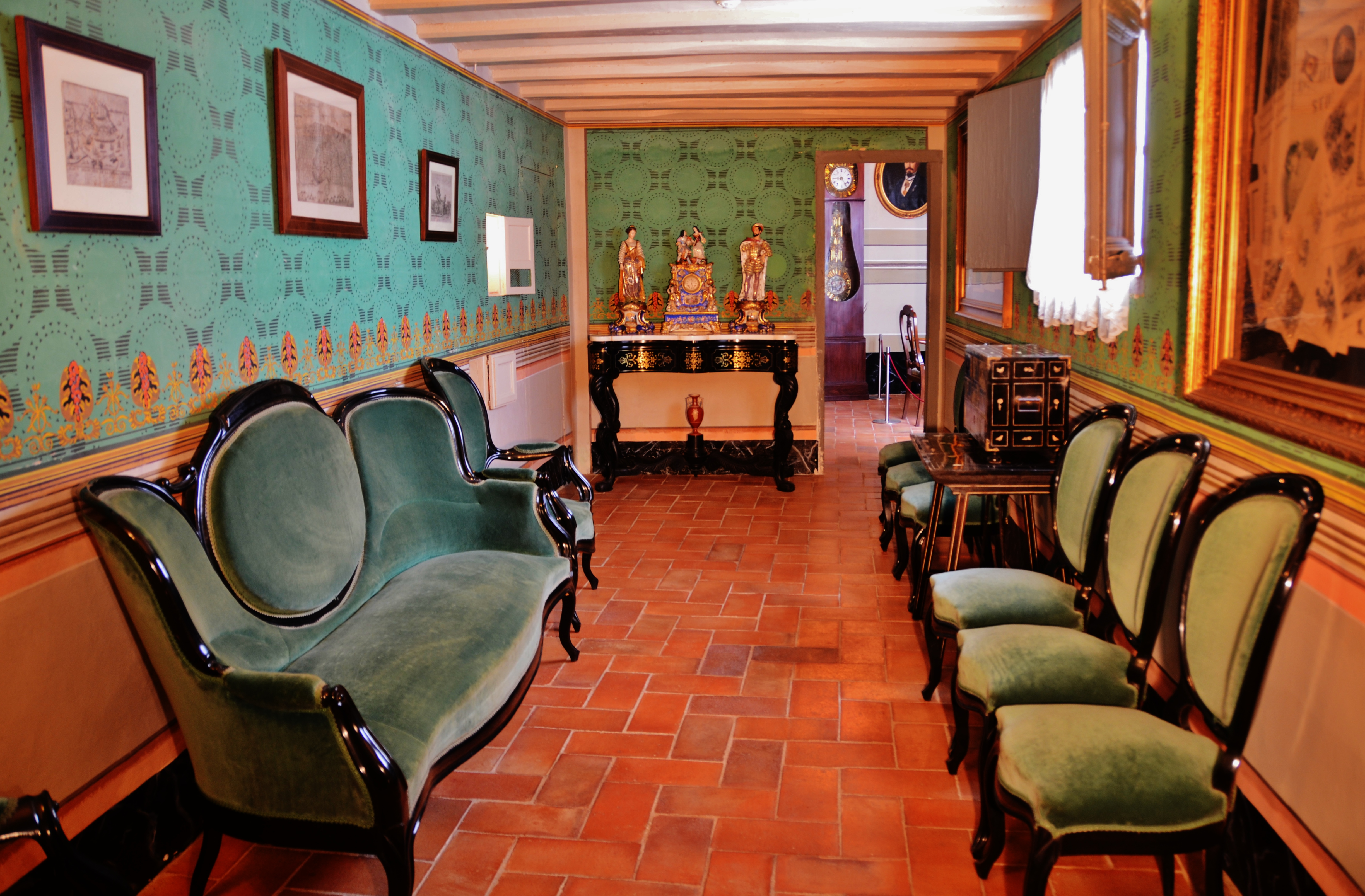
Sala d'espera

- La sala d'espera, decorada segons l'estil isabelí, amb pinyes daurades pintades a la paret sobre un fons de color verd. Pel que fa al mobiliari cal destacar un cadiratge negre i amb l'entapissat de vellut verd, una arqueta decorada amb marqueteria d'os i una tauleta a joc, així com una consola on es conserva el conjunt de porcellana francesa. L'habitació s'il·luminava amb un quinqué situat en una finestreta. La sala està decorada amb gravats i un parell de collage del tipus mesa revuelta, famosos en la seva època.[12] Aquí era on esperaven les persones que venien a veure el senyor de la casa, com per exemple, les que el consultaven com a advocat, els administradors de les terres de les quals era propietari, o els pagesos que treballaven per a ell.[5]

- El despatx és l'estança on el senyor de la casa atenia les seves obligacions burocràtiques de terratinent i d'advocat. S'hi accedeix des de la sala d'espera. Amb una decoració austera, destaquen l'escriptori i la documentació pròpia d'un despatx d'època, com són les lletres de canvi, comptes, estats bancaris, monedes, pergamins i fins i tot dos daguerreotips. També hi ha una arquimesa de noguera, un rellotge de caixa. En aquesta estança es poden contemplar diversos retrats de Josep Arrau (Rosa Rigalt Arrau), Claudi Lorenzale (Francisco de Paula del Villar y Lozano i la seva esposa) i obres de Josep Mirabent[13] i Marco Sadeler. Completa la sala una imatge d'alabastre del segle xvii. També es pot veure un arbre genealògic de la Casa Àustria des del segle xiii fins al xvii, amb 250 personatges.[5]

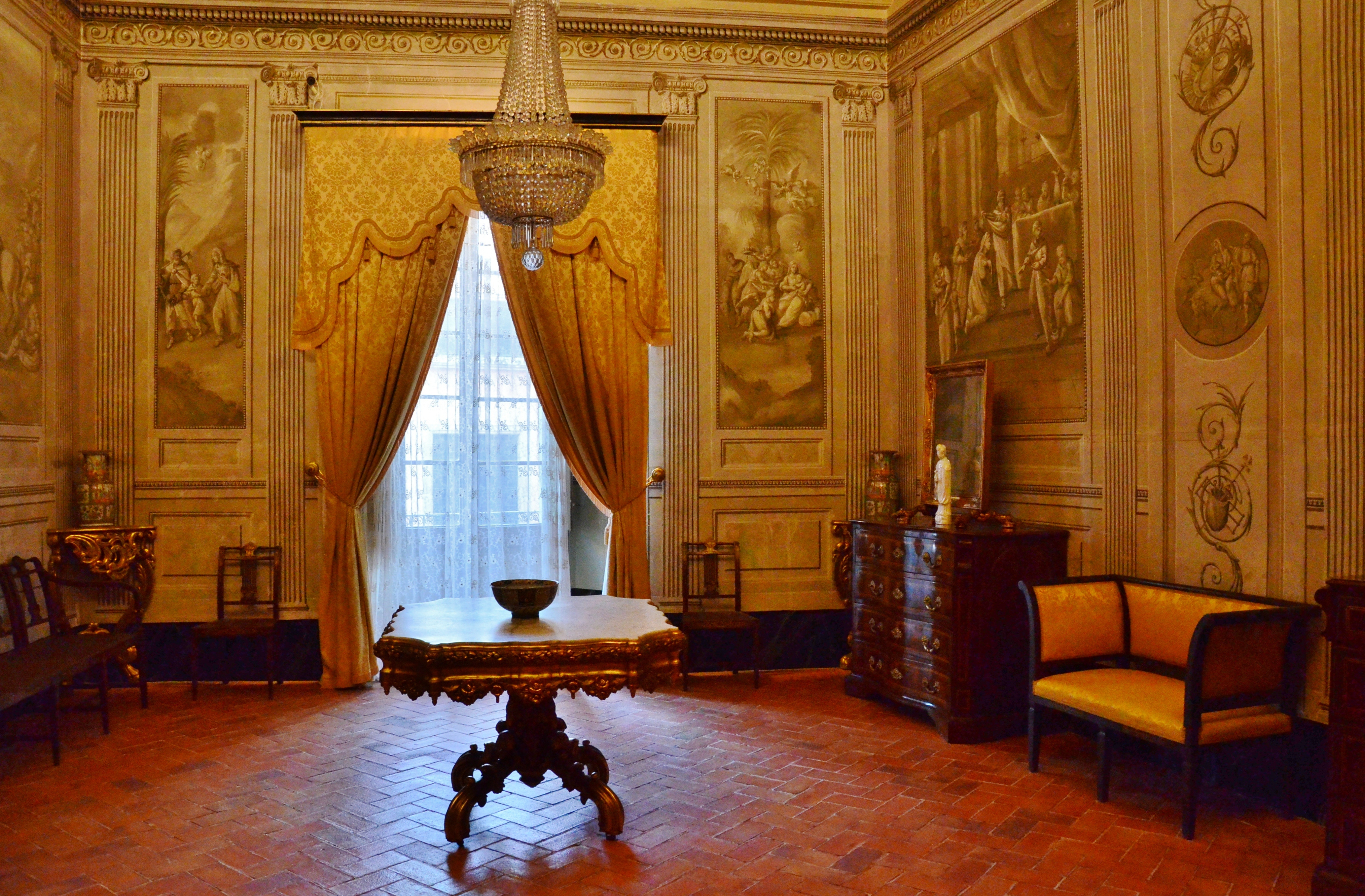
Alcova Imperi

- El dormitori Imperi era el dormitori principal. Seguint l'estil de l'època, està format per tres habitacions: la sala, l'alcova i el vestidor. El llit està fet amb fusta de color negre i decorat amb bronze daurat i un dosser groc amb cortines blanques. També cal destacar el sofà de tipus madame Recamier, cadiratge de tipus Sheraton, una calaixera amb incrustacions de metall i nacre i una taula barroca de peu central, amb decoracions tallades a la fusta i alguns daurats. Les grisalles de la paret representen la mort de sant Josep i de la Verge Maria i, a la zona de l'alcova, escenes de la vida del Nen Jesús. També hi pengen unes pintures a l'oli que representen el Descendiment de la Creu. La taula està decorada per un centre oriental fer per Abi-El-Karim. Pel que fa al vestidor, està decorat amb un gran mirall de tipus Imperi. Al vestidor es poden observar diversos objectes de tocador, com un joc de lavabo (palangana i gerra), un joier, un estoig amb perfums, un flascó amb essències o un coixinet per a les agulles, entre d'altres. Destaquen un parell de baguls, folrats amb cuir, on es conservava l'aixovar de cadascun dels nuvis, o les cadires ferrandines del segle xix.

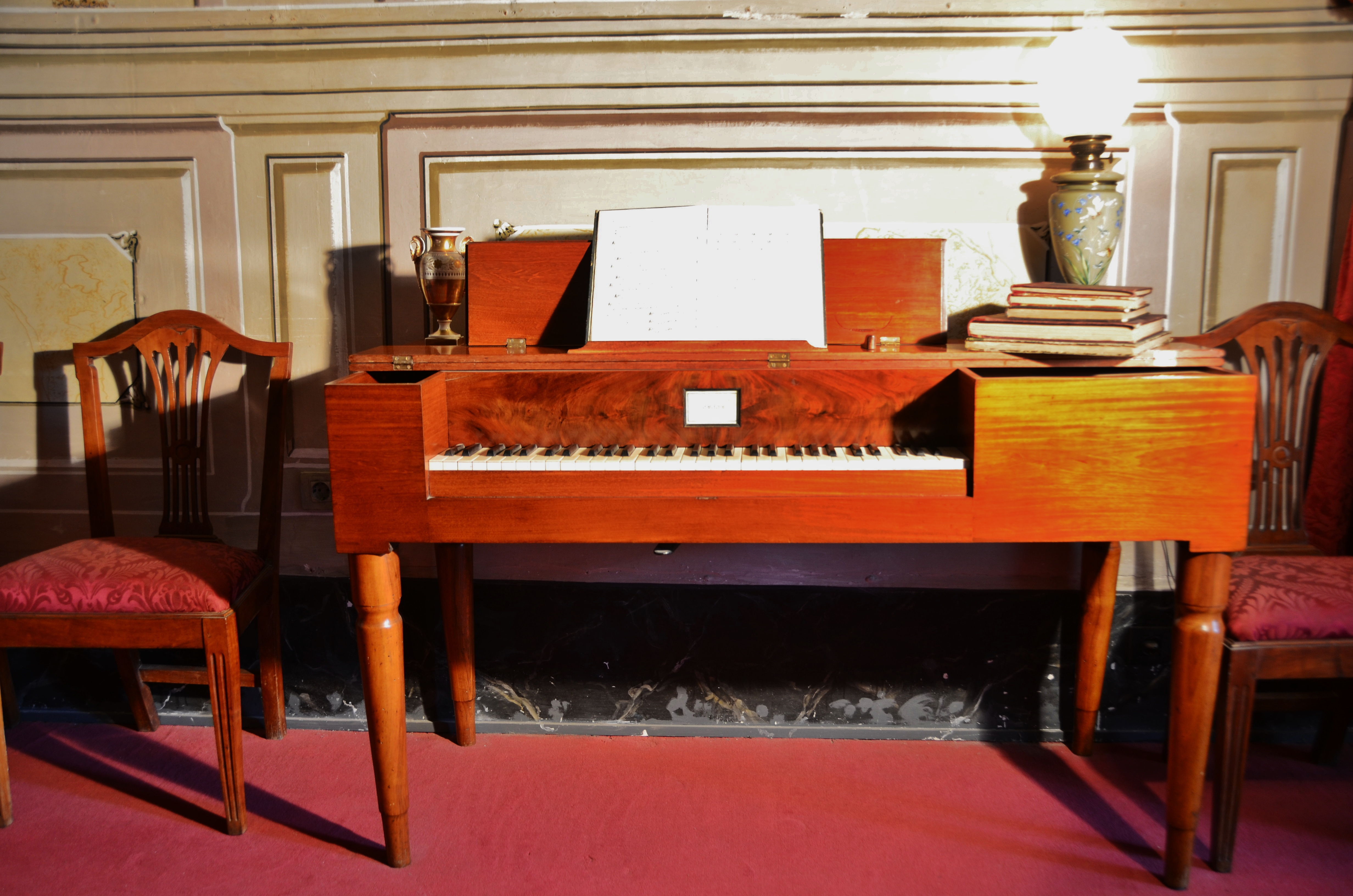
Piano de la sala de música

- La sala de música és una de les zones més luxosa i sumptuosa de tota la casa. Aquí s'hi organitzaven recepcions i grans festes. Era l'espai on la família aprofitava per mostrar en societat el seu bon gust i la seva riquesa. S'hi feien des de vetllades culturals, com tertúlies literàries, fins a trobades familiars, festes o saraus. Dins la sala hi ha un piano de taula fet pels germans Joan i Llorenç Munné a mitjans del segle xix. Les grisalles de les parets mostren escenes de la vida de Moisès, seguint l'Èxode bíblic. Arran de les parets hi ha un cadiratge neoclàssic, de tipus Chippendale. En aquesta sala destaca una consola rococó i una arqueta del segle xvi, de noguera i decorada amb marqueteria feta amb peces de boix. Del sostre penja una aranya de cristall de Bohèmia. Il·lumina la sala una aranya de cristall de Bohèmia de l'època de Carles IV. Hi ha un Braser envoltat del cadiratge per a no passar fred a les tertúlies familiars. Les grisalles mostren la Vida de Moisès i l'Èxode.[5]

- El saló de ball és el gran espai dissenyat per a dur a terme les celebracions més destacades. Amb sostres molt alts decorats amb grisalles bíbliques on es representa la vida del Rei David. Encara es conserva el majestuós piano de cua provinent de Viena i fet amb fusta de caoba a principis del segle xix, per l'empresa Müller-Sohn Burger. A sobre del piano hi ha un canelobre fet amb Cristall de Murano. El cadiratge, arrambat a les parets i d'estil isabelí, fou dissenyat específicament per a aquesta sala. També destaca l'aranya de cristall de Murano que penja del sostre i una arqueta del segle xvii amb un frontal on apareix Júpiter i Minerva. Com a curiositat, dins d'aquest saló es pot veure un estoig de ventall amb un ram fet amb cabells femenins, costum que es va posar de moda a finals del segle xix, sobretot a la zona del Regne Unit.[5]

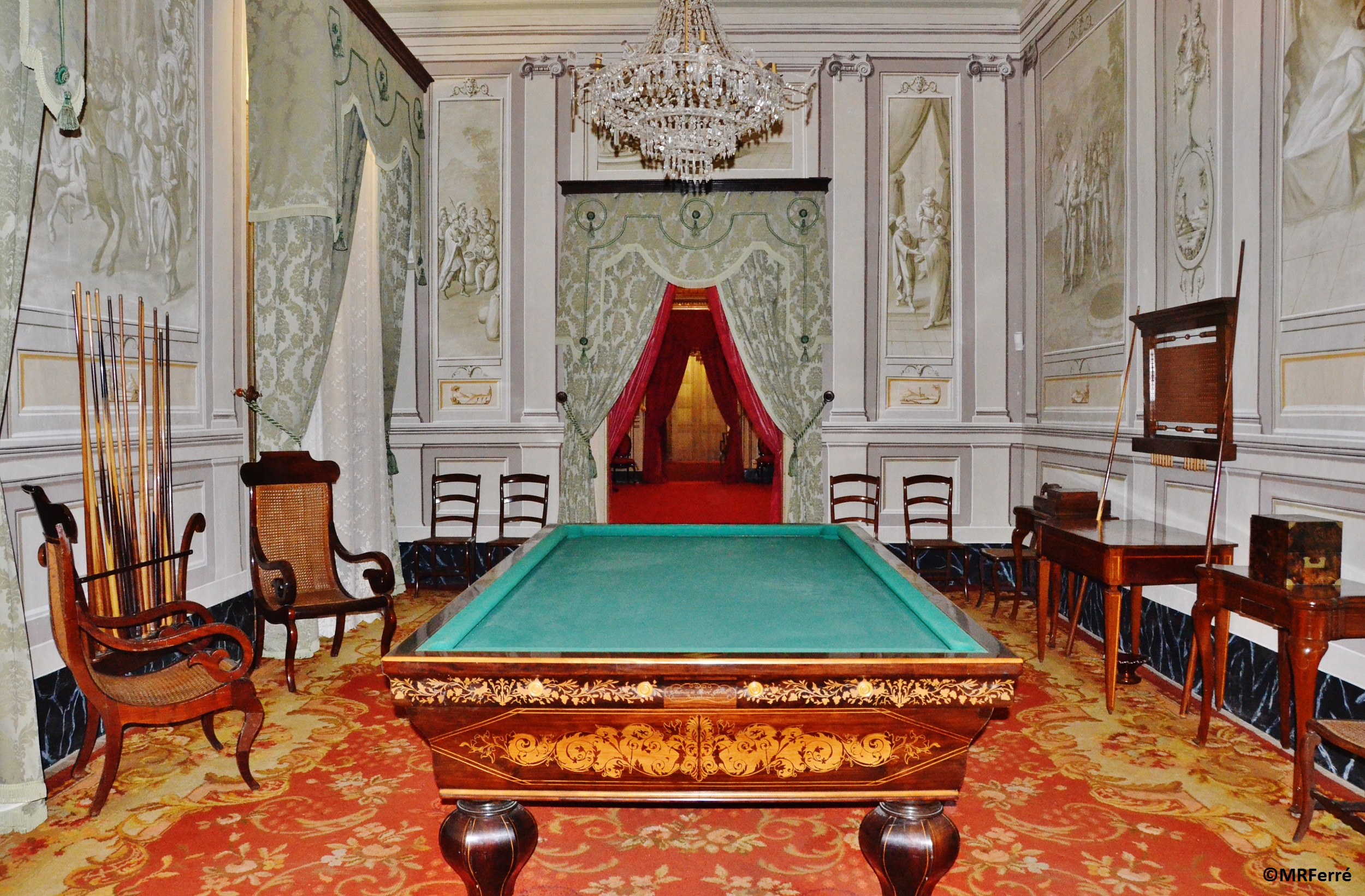
Sala de joc amb taula de billar isabelina

- La sala de billar conté la inexcusable taula de billar del segle xix. D'estil isabelí, va ser feta a Barcelona per Josep Giralt, qui va fer servir fusta de palo de la rosa i va decorar-la amb treballats detalls de marqueteria. A la paret es conserven dos taules de joc més, plegables i algunes capses de fusta, que servien per guardar les fitxes dels jocs més de moda a l'època, com els escacs, el jaquet, el tresillo o les dames. Les grisalles d'aquestes parets representen moments de la vida de Josep, fill de Jacob.[5]

- La sala i alcova del general Suchet és un dormitori, d'estil Lluís XVI duu el nom de Louis Gabriel Suchet, mariscal de l'Imperi Francès i primer duc d'Albufera. És considerat un dels generals més brillants de Napoleó. La tradició diu que, durant la Guerra del Francès, el 1813, aquest general s'hi va allotjar. Els mobles d'aquesta sala tenen un color cru, a diferència de la resta de sales de la casa. El llit que hi ha a l'alcova és de dosser i a la capçalera s'hi pot observar un anagrama de Maria.[5]

- La sala de bany, al costat de l'alcova del general Suchet, destaca la banyera estil Imperi, feta a partir d'un bloc de marbre blanc, i el lavabo, fet a Anglaterra amb ceràmica blanca i decorat amb motius florals. La tassa del vàter, també anglesa, anteriorment es trobava al baixador del tren del passeig de Gràcia, on l'empresa MZA tenia la seu fins a mitjans del segle xx. El mirall s'il·luminava amb dos aplics que funcionaven amb gas.

- Al dormitori del llit de plata, com el seu nom indica, destaca el llit amb dosser fet amb metall platejat mitjançant un aliatge de platí. El cobrellit es va brodar a mà a Portugal el segle xviii, amb cotó i seda. Completen la sala una petita mènsula de caoba, un armari encastat i un lavabo d'estil isabelí.

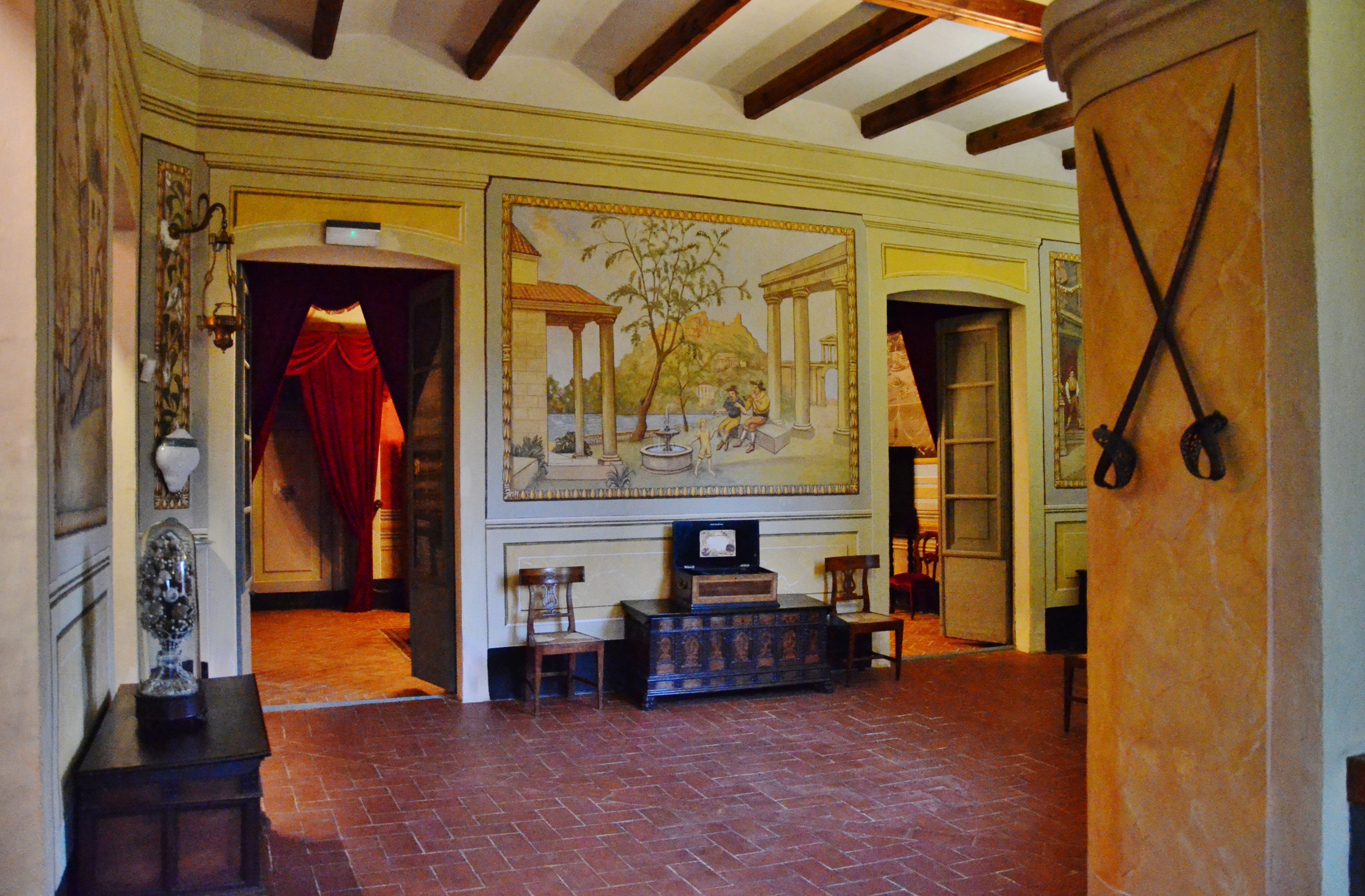
Galeria amb sortides exteriors

- La sala i alcova dels malalts era la zona destinada a fer que, quan un dels habitants de la casa estava malalt, pogués seguir la missa des del llit, mitjançant una petita finestra que enllaçava aquest dormitori amb la capella. La sala anterior, separada per una vidriera neoclàssica, servia per acollir a les visites de persones que vinguessin a interessar-se per l'estat de salut del malalt. S'hi accedeix des de la sala de Billar. Aquesta habitació està decorada amb paisatges i monuments de Vilanova, fets per Josep Lluís Florit durant el segle xx, quan s'estava restaurant l'edifici per convertir-lo en museu.

- La galeria és un espai obert que servia com a zona de jocs dels infants de la casa. També es feia servir perquè els senyors de la casa es donessin un respir. Les parets estan decorades amb armes, com espases, espasins, pistoles i sabres, entre d'altres. També hi han penjats diversos trofeus de caça i algunes litografies. Com a mobiliari destaquen un armari policromat, unes caixes de núvia i una arquimesa de noguera.

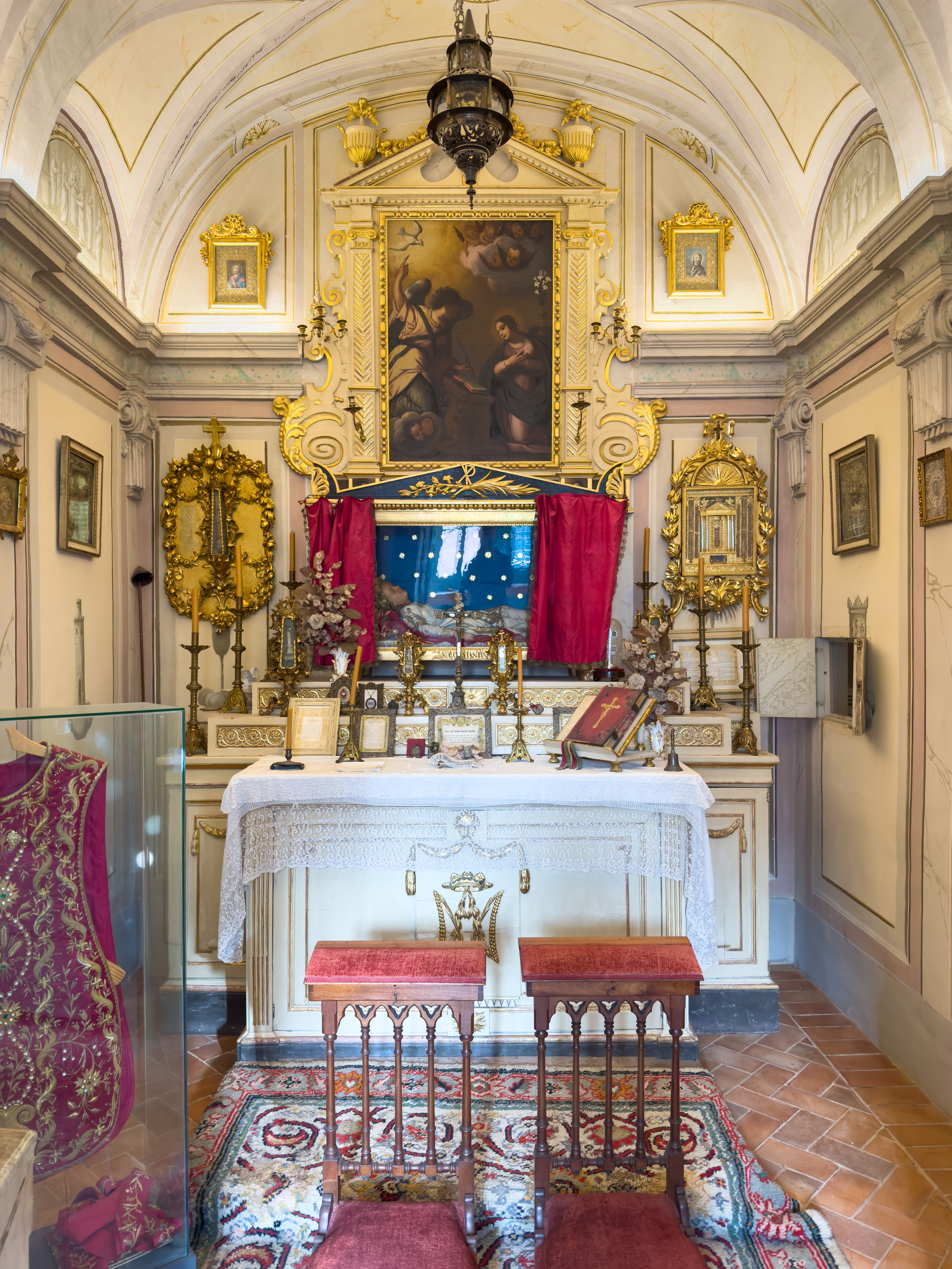
Capella amb Santa Constança

- La capella és d'estil neoclàssic i hi destaca l'urna que diu conservar el cos de santa Constança, nena màrtir a causa d'una de les primeres persecucions del cristianisme a Roma. el sostre és de volta seguida de llunetes laterals, com es feia durant el segle xviii. Les decoracions de les parets estan dedicades a la figura de la Verge Maria.

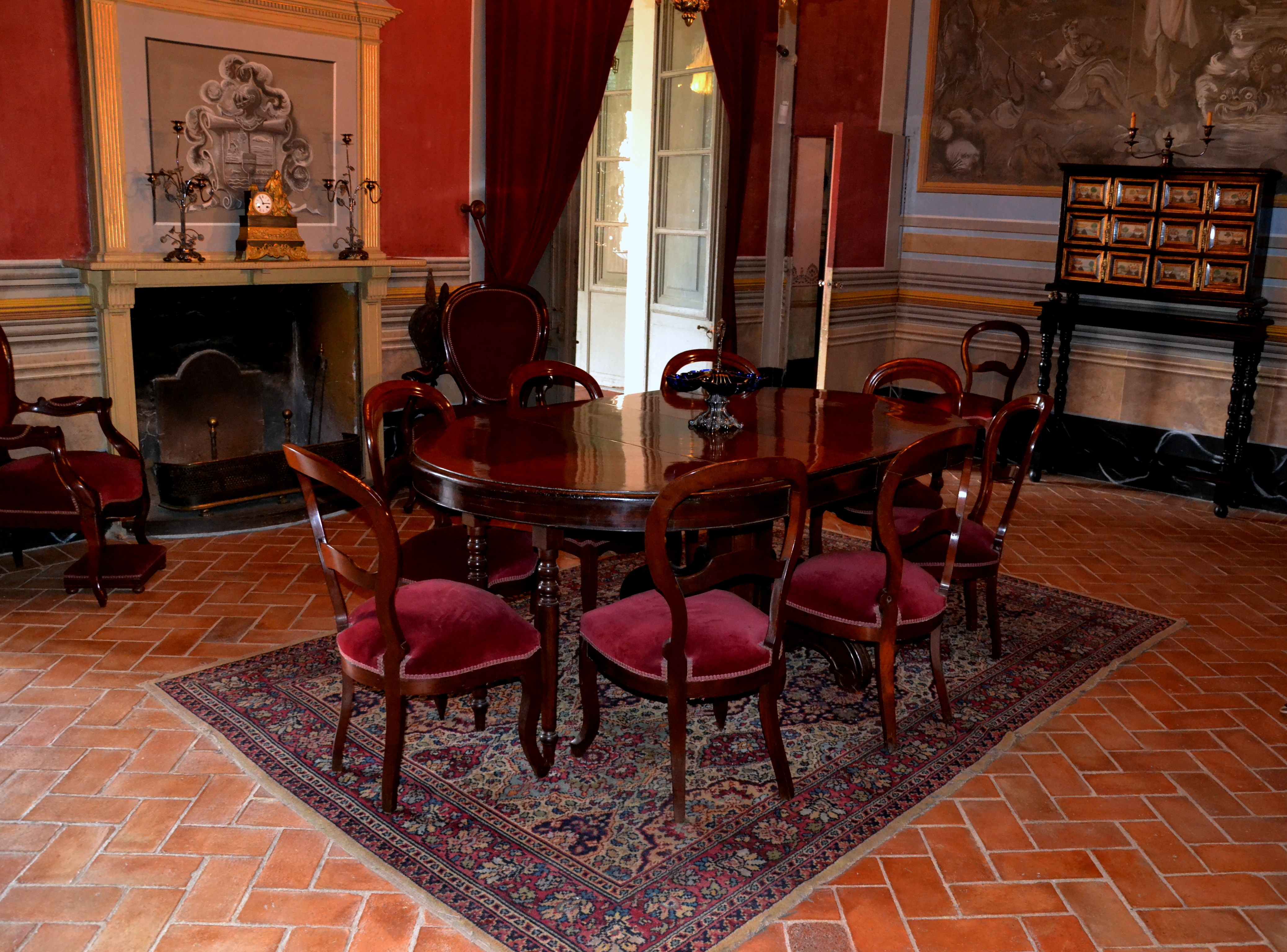
Menjador

- El menjador és on realitzaven els dinars o sopars familiars, així com d'altres festes. Aquest tipus d'esdeveniments socials requerien una llarga preparació, i es parava molta atenció tant en el parament a la taula com en la selecció i preparació dels plats i de la beguda. A la paret es poden veure diverses escenes de la vida de Tobies, destacant l'escena de les seves noves amb Sara. La taula central és ovalada, feta amb caoba i estil isabelí, amb cadires i butaques a joc. A la sala també es pot veure una consola feta amb fusta de palissandre.

- La saleta íntima era, durant les trobades en societat, om es reunien les dones per parlar després d'un sopar, mentre que els marits ho feien a la sala de joc. Com a decoració es pot veure una imatge de la Mare de Déu del Carme. Les parets de l'habitació estan pintades en un color blau intens amb detall negres. Hi ha diversos llocs per seure. Destaca un rellotge del porcellana de mitjans del segle xix, una pintura a l'oli de Josep Mirabent i un quadre fet amb molles de pa.

- El jardí, totalment reconstruït durant la rehabilitació de l'edifici, és un jardí romàntic, on es pot veure algunes columnes i una escultura d'Hèrcules, feta amb marbre de Carrara, un llac on creixen nenúfars i lliris, que conviuen amb una petita colònia de peixos de colors.

### Zones de servei

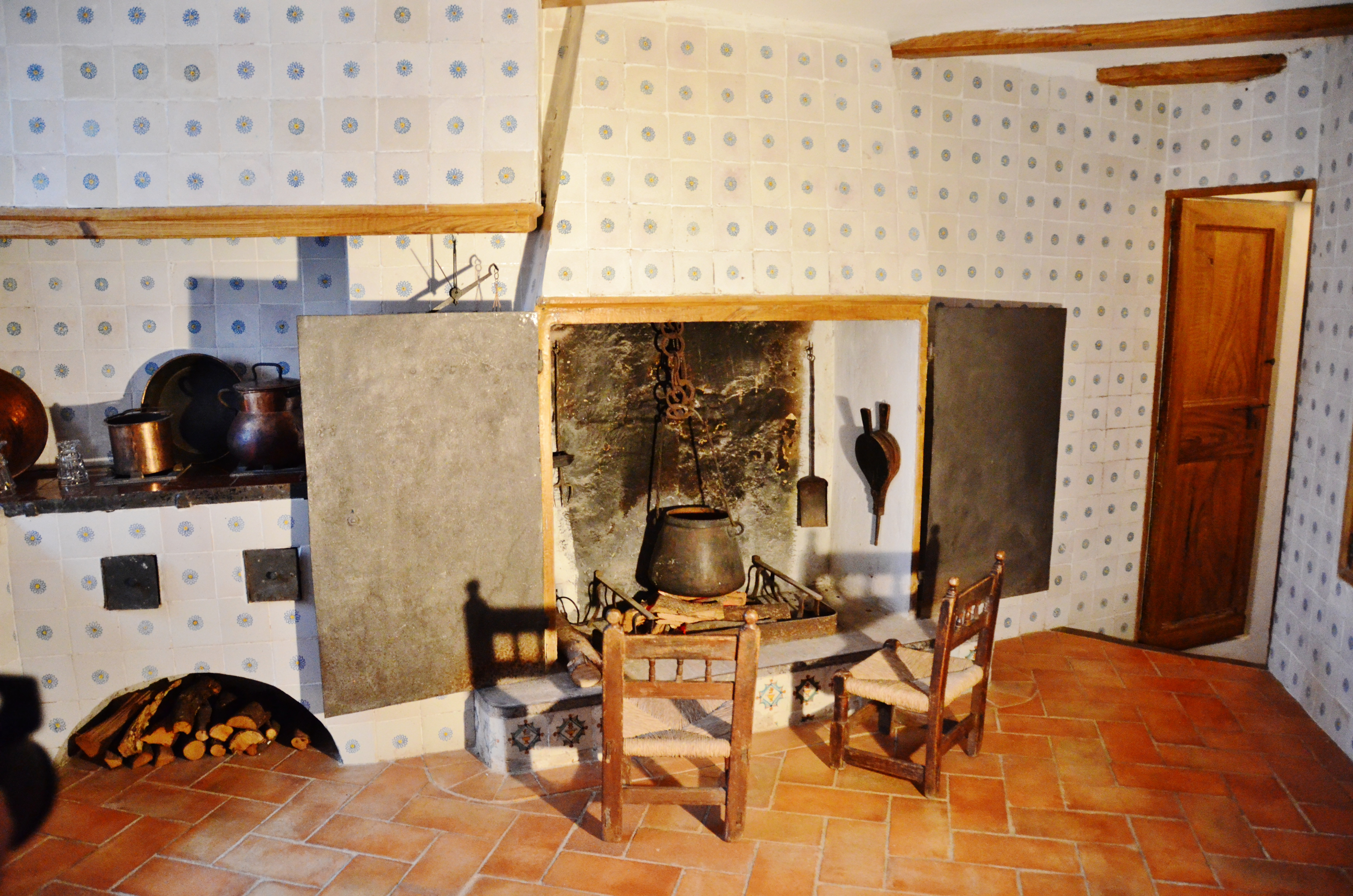
Cuina de servei a la planta noble

L'immoble consta de dues plantes superiors que no formen part de la zona visitable. Es preveu que part d'aquestes sales acolliran en un futur les exposicions temporals, pel que durant les obres de rehabilitació s'ha modificat el traçat, amb l'objectiu de complir amb la normativa vigent.
- La cuina, destinada al servei i amb una decoració domèstica, és l'única sala de servei que hi ha a la zona noble, i està decorada amb rajoles blanques amb una flor blava al centre. Encara conserva els estris de cuina de l'època, i una vaixella de Sargadelos.

- El forn de pa, separat de la cuina per unes petites escales, està ubicat a l'entresòl. Encara es pot veure el forn semiesfèric que es feia servir per a proveir a la família de pa. Destaquen les aigüeres de pedra i una perola de coure.

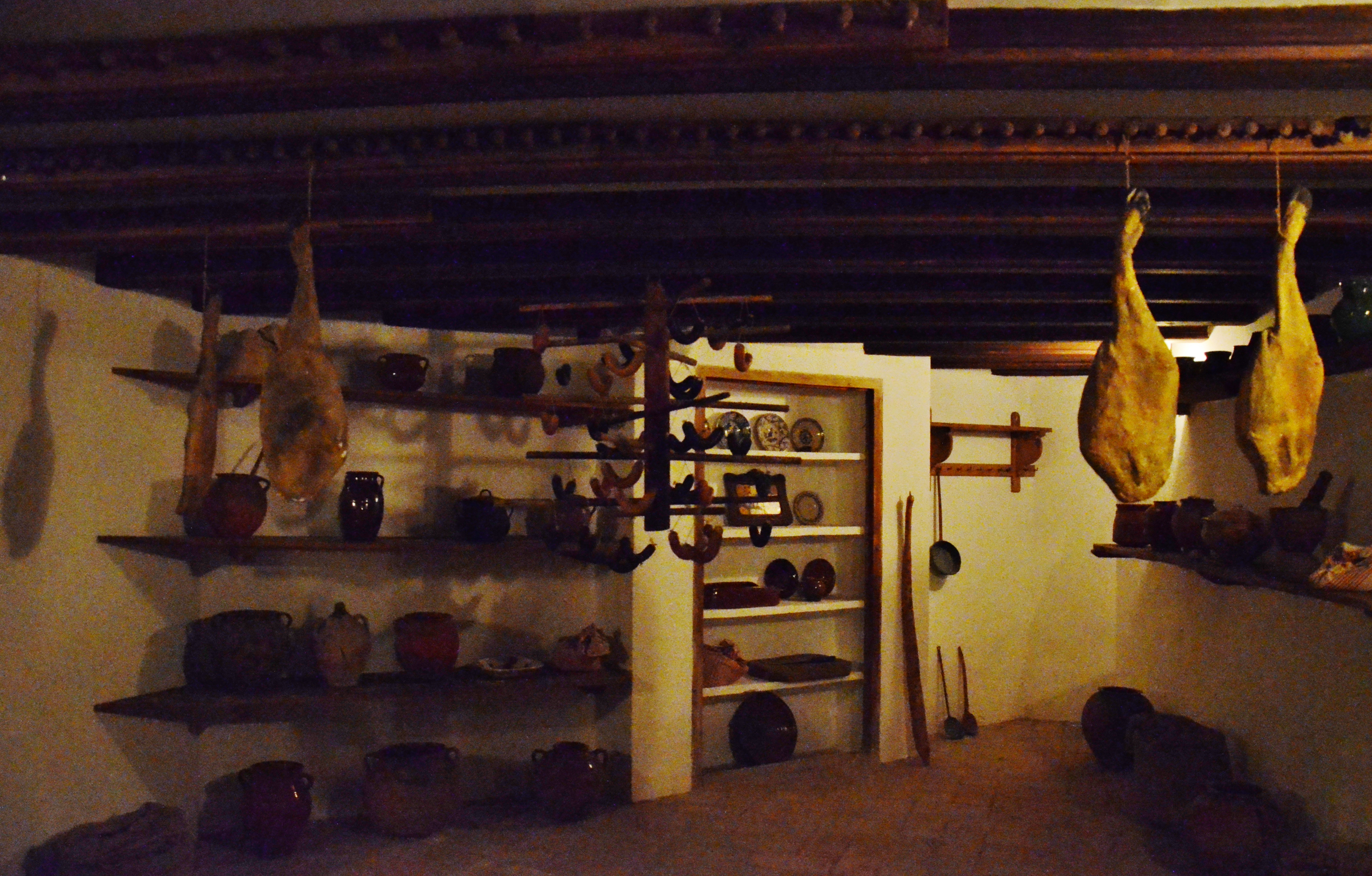
Rebost

- Al quarto de l'oli es conservaven un seguit de gerres de terrissa per emmagatzemar l'oli de la collita de l'any. També es poden observar alguns plats fets amb terrissa i alguns detalls decoratius tradicionals. S'accedeix al rebost des del quarto de l'oli i es feia servir com a magatzem de conserves i aliments. Les bigues es feien servir per assecar embotits i als prestatges es posaven recipients amb conserves.

Abans d'entrar al dormitori de servei, es mostra una màquina de cosir de la sèrie Aurora, fabricada per Miguel Escuder el 1870, aproximadament. A l'habitació hi ha mobles senzills, un parell de llits, una calaixera i un aparador amb la Verge dels Dolors, així com un parell de baguls per a les robes.
L'aigua de la casa s'obtenia d'un pou que hi havia en un pati central, petit. Encara es conserven tant la corriola com el poal, fet amb coure. L'estable contenia cavalls de sella, que feien servir els senyors de la casa durant els seus passeigs.

### Zona de la pagesia

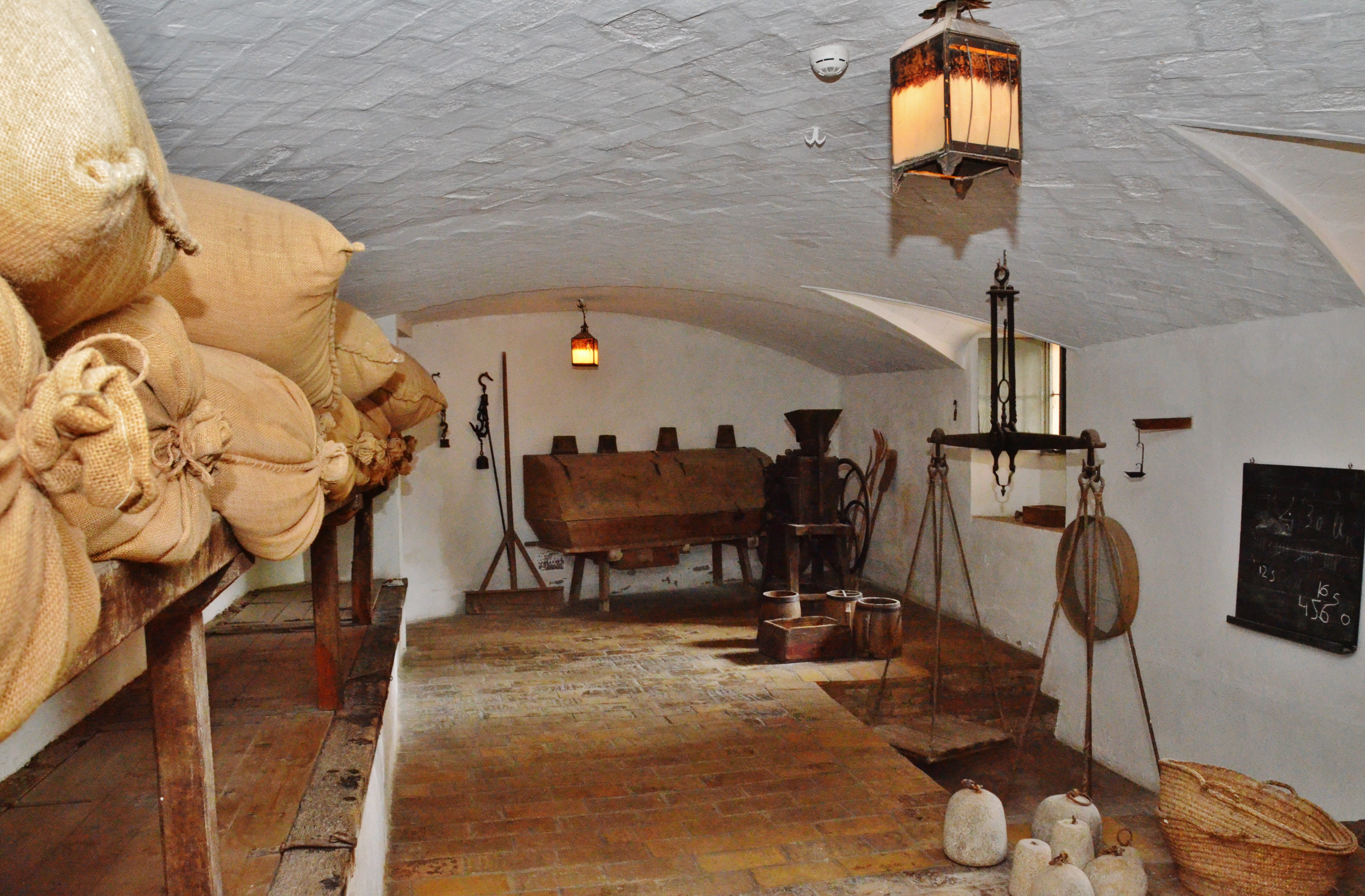
Graner

- Al graner es pot accedir des de l'estable i conté unes balances que es feien servir per a pesar la collita i repartir les parts corresponents, mitjançant uns simples càlculs que s'apuntaven a la pissarra que encara es conserva. Hi han diverses sitges fetes amb obra i amb una tapa de fusta. Es feien servir per a guardar tota mena de cereals com ordi o blat de moro. A la sala encara es conserven algunes eines de l'època i alguna maquinària com la construïda per Josep Duart per a triturar ametlles.
- El celler, a un nivell més baix del terra, conserva set bótes per a emmagatzemar el vi i alguns estris com embuts o llaunes o fins i tot una petita premsa.
- L'estable dels animals de bast hi havia someres, mules, etc. S'hi conserven les menjadores i alguns bancs d'obres, així com eines del camp.

## Col·lecció
La casa i el seu mobiliari són els elements que formen part de la col·lecció del museu, que no compte amb peces úniques però si destacades com poden ser un armari barroc o una banyera de procedència colonial, feta a partir d'un sol tronc de caoba. També cal destacar una sèrie d'arquetes, unes porcellanes o les aranyes de cristall de bohèmia o de Murano. Pel que fa a la col·lecció d'obres d'art, destaquen obres de pintura catalana d'autors com Josep Arrau, Claudi Lorenzale o Josep Mirabent, entre d'altres.

### Pintures murals
La casa està plena de grisalles amb al·legories. Aquí es fa un recull de les més representatives:
- Alcova imperi: Mort de la Verge envoltada pels apòstols/ Mort de Sant Josep
- Sala imperi: Sagrada Família, Adoració dels Mags,Nen Jesús entre els savis del temple, Fugida a Egipte, Presentació de Jesús en el Temple, Adoració dels àngels i pastors.[5]
- Sala de música: Moisès toca amb la vara la roca i brolla una font d'aigua, Escena del manà, amb els israelites recollint les tendes del seu campament, Escena del pas del Mar Roig, Escena de l'àpat del corder, on els hebreus mengen, dempeus, calçats i amb el bàcul a la mà, preparats per fugir, mentre un pinta el dintell de la casa amb sang de corder per evitar l'àngel exterminador, Moisès i Aaró davant del fareó, on aaró transforma el seu bastó en una serp, igual que les vares dels egipcis, Moisès davant l'esbarzer encès, El jove Moisés amb uns pastors i les filles del sacerdot Madian, La filla del faraó troba Moisès dins d'un cistell al Nil, Els israelites adoren el vedell d'or, Moisés oferint el sacrifici d'un corder a l'altar.[5]

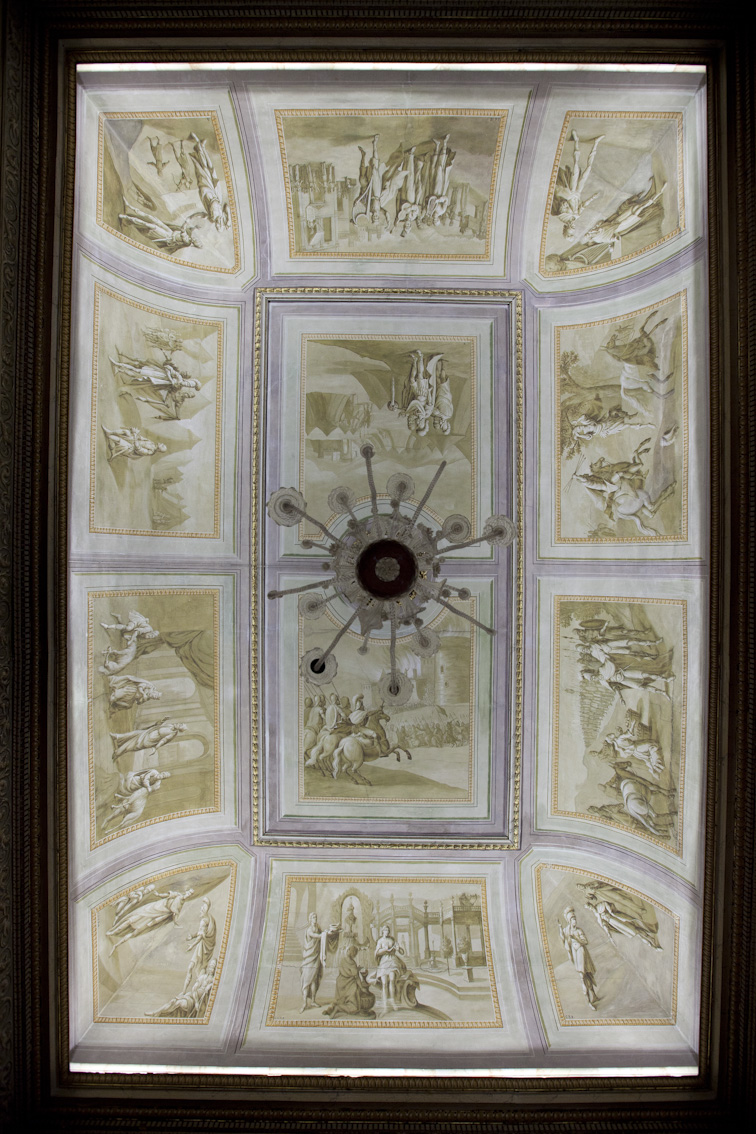
Visió general del sostre de la Sala de Ball

- Saló de ball: David guanya al gegant Goliat, Saül intenta matar a David, però Jonatàs, el seu fill, el salva; després el rei vol traspassar-lo amb una llança, i David declina el cop, Micol, esposa de David, és restituïda a aquest per Isboset, fill de Saúl, Salomó, fill de David, munta la mula d'aquest i és conduït per Gihó, per a ser ungit rei d'Israel, David ofereix sacrificis a Déu per aturar la peste a Israel, David, abans de morir, constitueix rei al seu fill Salomó, David és proclamat rei de Judà a Hebró, després de la mort de Saül, Escena de la batalla de Gabaó entre els partidaris de David i les tropes d'Abuer, cap de l'exèrcit d'Isboset, fill de Saül. Al sostre: Trasllat de l'Arca de l'Aliança a Jerusalem; davant David dansa, acompanyat per músics, i Micol el mira des de la finestra i el menysprea, David plora la mort del seu fill Absaló, Mort d'Absaló, fill de David, penjat pels cabells, al fugir dels soldats del seu pare. Jacob li travessa el cor amb tres dards, Abijal, dona de Nabal, entrega vi, pa i fruites a David i als seus homes, al desert de Maó, El rei Isboset i Abuer discuteixen per Resfa, muller de Saül, Bany de Betsabé, esposa del general Uries, al jardí,  David castiga Uries per dormir a la porta de palau, Natau explica a David el símil del pobre i el ric, i les ovelles / David rep la notícia de la mort del rei Saül, Pacte d'amistat entre David i Jonatàs, fill de Saül, David al campament de Baal Farasim, després de vèncer als filisteus, David, rei de Judà, ataca Jerusalem, en poder dels Jebuseus.[5]
- Sala de jocs: Vida de Josep, fill de Jacob: Emotiva trobada de Josep amb el seu pare Jacob, Josep rep als germans que han anat a Egipte a comprar blat, Per ordre de Josep, el majordom reial treu la copa dargent que feu posar al sac de blat del seu germà benjamí, Apoteosi de Josep recorrent Egipte com a Primer Ministre del Faraó,  Els germans de Josep, davant el seu pare, troben les bosses de diners als sacs de blat, Els germans de Josep li imploren perdó, Josep interpreta els somnis del Faraó, A la presó, Josep interpreta els somnis del coper i del forner del Faraó, Temptació de Josep per la dona de Putifar, majordom del Faraó i amo del noi, Medalló amb paisatge estilitzat (orla i puttis), Els germans de Josep el venen a uns mercaders ismaelites.
- Sala General S: Lluita de Jacob i l'Àngel, Motiu ornamental: gerro amb garlandes, animals i d'altres, Jacob s'acomiada dels seus pares, fugint de casa per por a l'enveja del seu germà Esaú, Jacob torna a Canaán, després d'haver estat molts anys a casa del seu parent Laban, que li donà com esposa a la seva filla Raquel. El rep el seu germà Esaú, penedit del seu odi, Jacob, amb el seu ramat, assegut a la font, Isaac beneeix al seu fill Jacob, Medalló decorat amb garlandes i puttis, Trobada de Jacob i el seu oncle Laban.
- Capella: Es tracta d'un conjunt de pintures murals format per deu dibuixos ubicats al centre dels diferents plafons de les parets, i sis representacions d'escenes religioses als semicercles de la volta. Estan pintades amb tonalitats de gris sobre fons beix.

## Arxiu Històric
L'Arxiu Històric de Can Papiol conté tota la documentació familiar dels Papiol des de la seva arribada a Vilanova i la Geltrú a mitjans del segle xvii fins a finals del segle xx, així com de les famílies vilanovines emparentades a través dels matrimonis: Martí-Catà, Balaguer, Rubinat, Torrents, etc. El document de més rellevància és la Resposta al Qüestionari de Francisco de Zamora escrita per Francesc de Papiol.
Actualment es compta com a element de descripció un inventari (classificat per tipologies, temàtica, cronologia i famílies) realitzat el 2006, abans de la seva clausura temporal pel reforç estructural realitzat per la plaga xilòfaga que afectava les bigues.